# Mas de Querrill
Mas de Querrill o Mas de Carrill és un edifici del municipi d'Aitona, a la comarca catalana del Segrià, a menys d'un quilòmetre de la frontera amb Aragó.